# Rosenkehlelfe
Die Rosenkehlelfe (Selasphorus heloisa, Syn.: Atthis heloisa) oder manchmal auch Heloisaelfe ist eine Vogelart aus der Familie der Kolibris (Trochilidae). Die Art hat ein großes Verbreitungsgebiet in Mexiko. Der Bestand wird von der IUCN als „nicht gefährdet“ (least concern) eingeschätzt.

## Merkmale

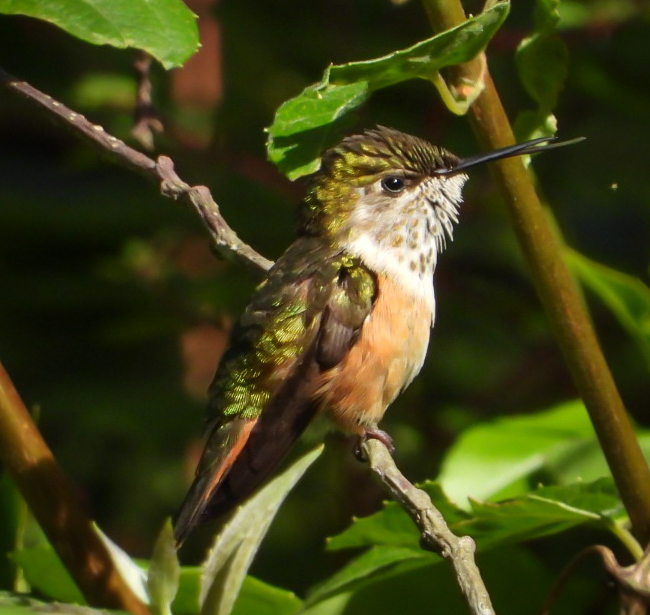
Rosenkehlelfe, Weibchen

Die Rosenkehlelfe erreicht eine Körperlänge von etwa 7 bis 7,5 Zentimetern. Der kurze schwarze Schnabel wird beim Männchen 18 bis 19 sowie beim Weibchen 19 bis 20 Millimeter lang. Der Schwanz ist rötlich braun gestreift, wobei die Außenfedern weiß sind. Das Männchen ziert ein magentafarbener Ringkragen, der in ein dunkles violett übergeht. Um das Auge hat der Kolibri weiße Streifen, die sich zwischen der grünen Krone und dem Kopf verbergen. Das Genick sowie der Rücken sind grün. Die Seite sieht ausgewaschen grau bis zimtfarben aus, die Unterseite weißlich bis grauweiß. Das Weibchen hat eine weiße Kehle mit bronzebraunen Sprenkeln. Während der Rücken grasgrün bis goldgrün schimmert, ist die Unterseite cremeweiß. Auf der Seite geht die Farbe in ein Zimtrot über. Die vordere Kragenseite ziert ein kontrastreiches Weiß.

## Habitat
Die Rosenkehlelfe bewegt sich vorzugsweise in den Randgebieten von Nebelwald sowie in den Kiefernwäldern  der Berge in Höhen zwischen 1500 und 3000 Metern.

## Verhalten
Über das Verhalten der Rosenkehlelfe ist relativ wenig bekannt. Der langsame Flug ähnelt dem einer großen Biene. So brummt sie beim Flug wie ein Insekt. Dies dient vermutlich der Tarnung vor potenziellen Feinden. Die Rosenkehlelfe legt kein aggressives Verhalten an den Tag. Ihren Nektar saugt sie aus kurzen Blütenkronen. Manchmal beobachtet man sie beim Fressen am Boden.

## Unterarten und deren Verbreitung

Verbreitungsgebiet der Rosenkehlelfe (grün)

Bisher sind zwei Unterarten bekannt.
- Selasphorus heloisa heloisa (Lesson & Delattre, 1839)[3]
- Selasphorus heloisa margarethae R. T. Moore, 1937[4]

Die Unterart Selasphorus heloisa morcomi Ridgway, 1898 wird heute als Synonym für S. h. heloisa betrachtet.
Die Unterart S. h. margarethae findet man im Südwesten und Westen des mexikanischen Hochlands. So ist sie im Südosten Sinaloas und dem Südwesten Chihuahuas bis Jalisco präsent. Die Nominatform S. h. heloisa ist eher im Hochland von Nordost-, in Zentral- und in Südmexiko zu finden. So kann man sie im zentralen Tamaulipas bis Guerrero sowie in Oaxaca entdecken.

## Etymologie und Forschungsgeschichte
René Primevère Lesson und Adolphe Delattre beschrieben die Rosenkehlelfe unter dem Namen Ornismya Heloisa. Als Fundort nannte Delattre Xalapa und Quatepu. Erst später wurde die Art von Ludwig Reichenbach der neuen Gattung Atthis zugeordnet. Der Gattungsname stammt von Atthis, einer Tochter Kranaos' und Geliebte von Sappho. Der Ursprung des Artepitheton heloisa ist nicht ganz geklärt, da die Autoren keine explizite Widmung lieferten. Eventuell bezieht es sich auf das Werk Julie oder Die neue Heloise des Naturpropheten und Schriftstellers Jean-Jacques Rousseau, welcher auf die Liebes- und Leidensgeschichte von Heloisa und Peter Abaelard anspielte. Wahrscheinlicher ist, dass der Name Héloïse Joséphine Boucard (1811–1893), der Geliebten von Adolphe Delattre und Mutter von Adolphe Boucard, gewidmet ist. Margarethae widmete Robert Thomas Moore seiner dritten Frau Margaret Forbes geborene Cleaves (1882–1958), die er im Jahr 1922 ehelichte. Das Synonym morcomi wurde zu Ehren von George Frean Morcom (1845–1932), einem englischen Akademiker mit großer ornithologischer Bibliothek, vergeben.